# Nomia mirabilis
Nomia mirabilis är en biart som beskrevs av Heinrich Friese 1910. Nomia mirabilis ingår i släktet Nomia och familjen vägbin. Inga underarter finns listade i Catalogue of Life.